# Kuźnia Raciborska (gemeente)
De gemeente Kuźnia Raciborska is een stad- en landgemeente in het Poolse woiwodschap Silezië, in powiat Raciborski.
De zetel van de gemeente is in Kuźnia Raciborska.
Op 30 juni 2004 telde de gemeente 12 283 inwoners.

## Oppervlakte gegevens
In 2002 bedroeg de totale oppervlakte van gemeente Kuźnia Raciborska 126,84 km², waarvan:
- agrarisch gebied: 18%
- bossen: 73%

De gemeente beslaat 23,32% van de totale oppervlakte van de powiat.

## Demografie
Stand op 30 juni 2004:
| Omschrijving                   | Totaal | Totaal | Vrouwen | Vrouwen | Mannen | Mannen |
| ------------------------------ | ------ | ------ | ------- | ------- | ------ | ------ |
| eenheid                        | aantal | %      | aantal  | %       | aantal | %      |
| inwoners                       | 12 283 | 100    | 6153    | 50,10   | 6130   | 49,9   |
| bevolkingsdichtheid (inw./km²) | 96,8   | 96,8   | 48,5    | 48,5    | 48,3   | 48,3   |

In 2002 bedroeg het gemiddelde inkomen per inwoner 1095,39 zł.

## Administratieve plaatsen (sołectwo)
- Budziska
- Jankowice
- Ruda
- Ruda Kozielska
- Rudy
- Siedliska
- Turze.

## Aangrenzende gemeenten
- Rybnik
- Bierawa
- Cisek
- Lyski
- Nędza
- Pilchowice
- Rudnik
- Sośnicowice